# 奥正史 (外交官)

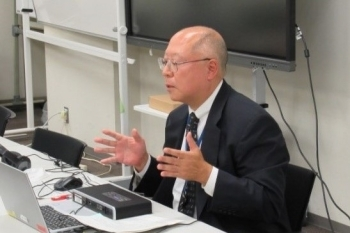
2020年9月

奥 正史（おく まさふみ、繁体字中国語: 奧 正史）は、日本の外交官。中国本土各地での在外勤務や外務省大臣官房報道課での勤務を経て、2023年4月より日本台湾交流協会高雄事務所長を務めている。

## 経歴
1990年以来、中国本土での在勤経験は20年以上。日本の外交官として、在瀋陽日本国総領事館領事、外務省大臣官房報道課上席専門官、在上海日本国総領事館首席領事などを歴任した。
瀋陽在勤時代の2016年には、現地で開催する日中国交正常化45周年記念イベントとして青森県の郷土料理バラ焼き（大量のタマネギと豚バラ肉を水分がなくなるまで炒める料理）の屋台販売を担当し、3000人以上の訪問客を呼び込むことに成功した。
2023年4月9日、日本台湾交流協会高雄事務所長として高雄市に着任。4月17日、高雄市長の陳其邁と面会し、日台間の相互援助や陳市長の二度にわたる訪日に触れた上で感謝を述べ、日本から持参した南部鉄器の鉄瓶を贈呈した。4月26日には、台南市長の黄偉哲とも面会している。